# Electro Ghetto
Electro Ghetto è secondo album da solista del rapper berlinese Bushido. L'album è uscito il 24 ottobre del 2004 attraverso la Label indipendente ersguterjunge ed è il primo disco di Bushido pubblicato dopo la separazione con la Label Aggro Berlin. Il disco è stato censurato in Germania il 1º gennaio del 2006 dalla Bundesprüfstelle für jugendgefährdende Medien per via della traccia Gangbang. L'album è stato ripubblicato in due versioni differenti, dopo che era stato censurato dalla BPjM, togliendo la traccia censurata in tal modo da poter rivendere il disco.

## Contenuto
Lo stile di Bushido sul disco Electro Ghetto è caratterizzato da testi molto aggressivi, tuttavia si trovano delle canzoni dallo stile più calmo come ad esempio
Nie Wieder, Hoffnung stirbt zuletzt oppure Schmetterling. L'album contiene molte featuring tra le quali Azad, uno dei rapper più influenti della Germania.

## Produzione
A rispetto dei dischi precedenti, su Electro Ghetto hanno contribuito molti produttori: Bushido, DJ Ilan, Beathoavenz, D-Bo, Rasputin, DJ Desue

## Successo e singoli
Il disco è arrivato al 6º posto nella Media Control Charts e per 16 settimane è riuscito a mantenersi sopra i Top 100 in Germania.
Electro Ghetto è stato premiato nel 2006 con un disco d´oro per essersi venduto in Germania oltre 100.000 volte.
Il singoli estratti dal disco sono Electro Ghetto (GER numero 31), Nie Wieder (GER numero 53) e Hoffnung stirbt zuletzt (GER numero 29).

## Tracce
1. Intro – 2:06
2. Electro Ghetto – 3:43 (DJ Ilan)
3. Kopf Hoch – 4:00 (Beathoavenz)
4. KORS is One – 1:04 – skit
5. Ersguterjunge – 4:32 (DJ Ilan) – feat. Baba Saad
6. Schmetterling – 3:52 (D-Bo)
7. Typisch ich – 3:27 (DJ Desue)
8. Ewige Nacht – 4:18 (DJ Ilan) – feat. Azad, Chaker e Bo$$bitch Berlin
9. Teufelskreis – 3:08 (Bushido) – feat. Sentino
10. Gangbang – 4:33 (DJ Ilan) – feat. Baba Saad e Bass Sultan Hengzt
11. Deutschland gib' mir ein Mic – 3:51 (DJ Desue) – feat. Sentino
12. Gemein wie 100 – 3:50 (Beathoavenz) – feat. King Ali
13. Knast oder Ruhm – 3:45 (Rizbo)
14. Kors – 1:18 – skit
15. Wenn wir kommen – 3:52 (DJ Desue) – feat. Baba Saad
16. Feuersturm – 4:07 (DJ Ilan) – feat. Azad e Bo$$bitch Berlin
17. Hoffnung stirbt zuletzt – 6:45 (DJ Ilan) – feat. Cassandra Steen
18. Watch me now – 1:11 – skit
19. Ihr wartet drauf – 4:11 (DJ Desue)
20. Electro Ghetto – 0:36 – skit
21. Nie wieder – 3:52 (DJ Desue)
22. Outro – 0:46